# Działko Ho-301

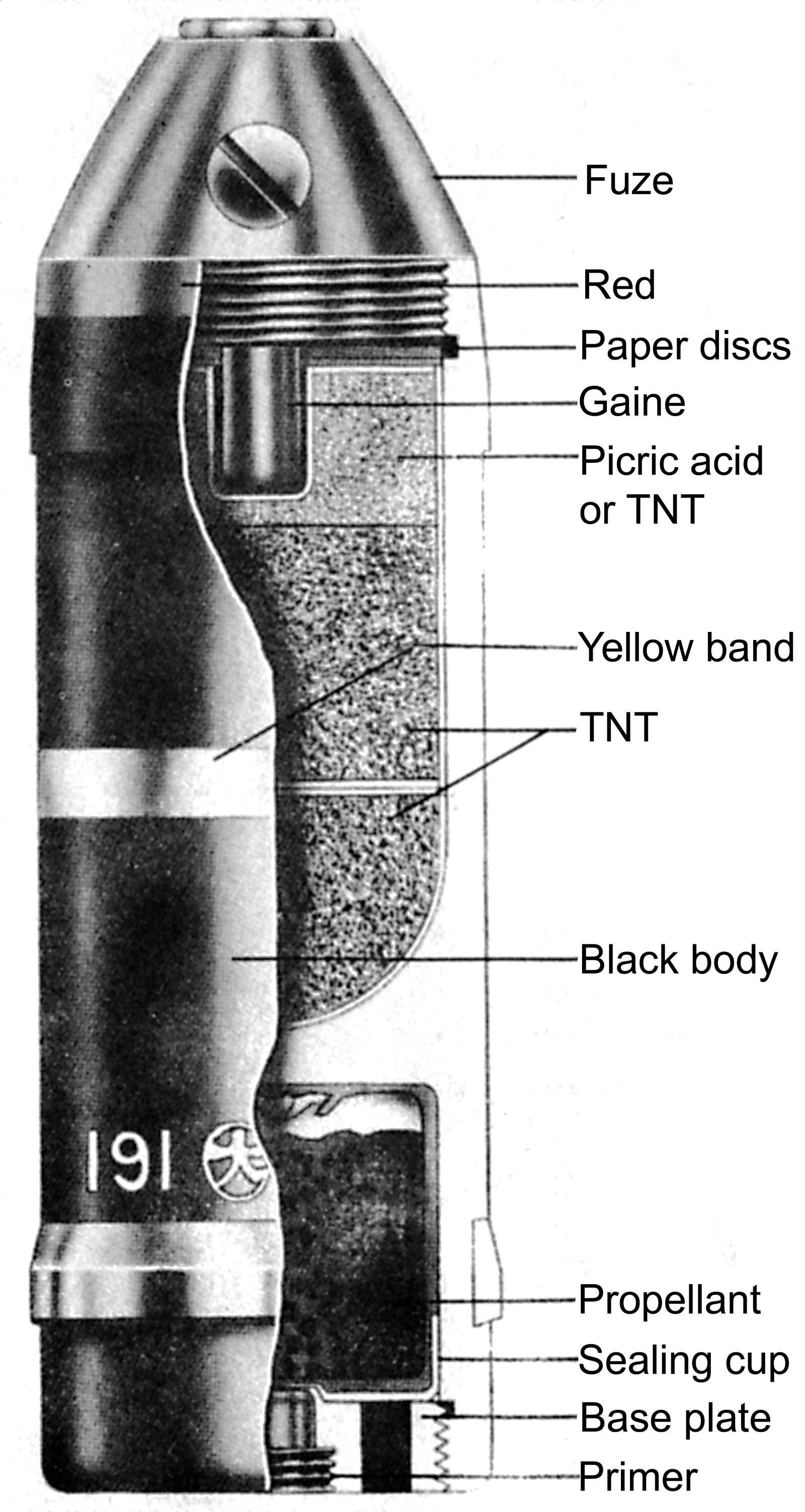
Przekrój pocisku

Działko Ho-301 – japońskie działko lotnicze kalibru 40 mm z okresu II wojny światowej. Broń używana była w niektórych wersjach samolotów Nakajima Ki-44. Działko Ho-301 jest jak do tej pory jedynym użytym bojowo działkiem na amunicję bezłuskową.

## Nazwa
Broń automatyczna powyżej kalibru 11 mm używana w samolotach Cesarskiej Armii Japońskiej określana była mianem kikan hou (działko automatyczne). Do 1940 dalsze oznaczenie, np. „Typ 89” oznaczało według kalendarza japońskiego rok wprowadzenia do służby 2598 (1938 według kalendarza gregoriańskiego). Po 1940 wprowadzono nowy system oznaczeń, w którym broń automatyczna powyżej kalibru 11 mm otrzymywała oznaczenie ho będące skrótem od kana hou oraz shikki – numer kolejny, typ.

## Historia
Działko zostało opracowane w zakładach Chuuou Kougyou i w późniejszym czasie było produkowane w zakładach zbrojeniowych Armii w Nagoi. Użycie amunicji bezłuskowej pozwoliło na znaczne uproszczenie konstrukcji działka i co się z tym wiąże także jego masy. Negatywną cechą działa były jego pociski, które miały bardzo niską prędkość wylotową (230 - 245 - 246 m/s), przez co ich trajektoria lotu była bardzo zakrzywiona i miały one bardzo krótki zasięg.

## Użycie bojowe
W działka tego typu uzbrojone były samoloty Nakajima Ki-44-IIc w specjalnej wersji znanej jako tokubeti sobi. Niewielki zasięg pocisków wynoszący około 150 metrów wymuszał bardzo bliskie, określane jako „niemalże samoboójcze” podejście myśliwca do atakowanego bombowca. Broń nie sprawdziła się w praktyce i uważana jest za nieudaną. Było to jedyne automatyczne działko bezłuskowe użyte bojowo.

## Opis konstrukcji
Broń mierzyła 1390 – 1480 mm długości, z czego długość lufy wynosiła 780 mm i ważyła około 40 kg. Zasilana była dziesięcio-nabojowym magazynkiem z bezłuskowymi pociskami kalibru 40 mm o długości całkowitej 129 – 135mm, z czego ostatnie 30 mm zawierało materiał pędny.
Działko działało na zasadzie krótkiego odrzutu lufy z zamkiem swobodnym. Szybkostrzelność teoretyczna wynosiła 450 – 475strzałów na minutę.
Pociski działka przypominały niewielkie pociski rakietowe bez zewnętrznych stateczników, ale od rakiet różniły się tym, że cały materiał pędny pocisku spalał się wewnątrz lufy działka zapewniając odrzut potrzebny do samoczynnego przeładowania się broni. Spalane gazy wyrzucane były poza nabój przez dwanaście dziur o średnicy 3,8 mm umieszczonych w bazie pocisku.